# آيت كانون (خميس سيدي يحيى)
آيت كانون هي إحدى مشيخات المملكة المغربية، تتبع جغرافيا لإقليم الخميسات وإداريًا لخميس سيدي يحيى. يقدر عدد سكانها بـ 4636 نسمة حسب الإحصاء الرسمي للسكان والسكنى لسنة 2004.